# El Torito (standard CD-ROM)
El Torito – rozszerzenie do specyfikacji CD-ROM-ów ISO 9660. Zostało zaprojektowane aby umożliwić rozruch systemu operacyjnego komputera z CD-ROM-u. Po raz pierwszy została ona publicznie udostępniona w styczniu 1995 r. jako wspólny projekt firmy IBM i producenta BIOS-ów Phoenix Technologies.
Nowoczesne BIOS-y wyszukują sektor rozruchowy na CD w standardzie ISO 9660. Rozszerzenie EL Torito pozwala płycie kompaktowej na emulowanie twardego dysku lub dyskietki, płyta może zawierać jeden lub więcej obrazów dysku i emulować przerwanie 13 BIOS-u INT 13 dla każdego z nich.